# トリメロリシンI
トリメロリシンI(Trimerelysin I、EC 3.4.24.52)は、酵素である。この酵素は、インスリンB鎖のHis10-LeuとAla14-Leuの2つの結合のみを切断する反応を触媒する。
このエンドペプチダーゼは、ハブの毒に含まれている。